# Qilakitsoq
Qilakitsoq er en forladt inuit boplads på Nuussuaq-halvøen på Grønlands vestkyst, 450 km nord for polarcirklen. Bopladsen er kendt for fundet i 1972 af otte mumificerede lig fra Thulekulturen. Mumierne fra Qilakitsoq gav vigtig indsigt i livet for inuitter, der levede for 500 år siden i Thule-kulturen.
De originale mumier er nu udstillet på Grønlands Nationalmuseum og Arkiv i Nuuk. Udstillingen viser fundomstændighederne og de mange andre dragtdele, der fulgte disse mennesker i graven. Også museet i Uummannaq har en udstilling om fundet og kopier af mumiernes beklædning.
Qilakitsoq ligger i nærheden af byen Uummannaq på nordkysten af halvøen Nuussuaq, i en beskyttet bugt i Uummannaq Kangerlua (dansk: Uummannaqfjorden). Det grønlandske navn betyder "Himlen hænger lavt", hvilket muligvis refererer til de omkringliggende stejle klipper og den meget hyppigt forekommende tåge.
I 1952 fandt man i Qilakitsoq-dalen verdens største musling, en 83 mio. år gammel og 1,87 meter lang forstening, kaldet Inoceramus steenstrupi. Den ene halvdel er nu udstillet på Grønlands Naturinstitut, den anden findes på Geologisk Museum i København. Den forstenede musling lå i nogle store kalkstensblokke, der på et tidspunkt har været skredet ned fra et punkt 800 meter højre oppe.

## Historie
Den første beskrivelse af Qilakitsoq (Europæerne der kaldte det „Killekitok“) stammer fra 1789, lige efter grundlæggelsen af Uummannaq. Dengang var Qilakitsoq ligesom andre bosættelser kun befolket om vinteren. Indbyggerne kan regnes værende af Thule-kultur og sammenlignelige med 1500-tallets befolkning. Den sidste beskrivelse af en bosættelse ved Qilakitsoq er fra 1811. Kort derefter forlod den tilhørende befolkning stedet. Det kan have været på grund af konkurrence om vildtet fra Europæerne der fangede hval i net i store mængder.
Allerede i 1903 var Qilakitsoq kendt af arkæologer, idet den daværende kolonibestyrer sendte nogle genstande til Danmarks Nationalmuseum. Dette omfattede husholdningsartikler og jagtredskaber af nyere dato.
Det var i 1972 at brødrene Hans og Jokum Grønvold, da de var ude på jagt efter ryper, i en overdækket klippespalte fandt to tildækkede grave med velbevaret indhold. Myndighederne blev underrettet, og i 1978 var man klar med en arkæologisk ekspedition til den første undersøgelse. Kulstof-14-prøver viste at graven var fra mellem 1425 og 1525. Gravenes indhold blev sendt til København, hvor de blev analyseret nærmere. Fundet blev returneret til Landsmuseet i Nuuk i 1982.

Der blev fundet seks voksne kvinder og to børn, og der er ikke fundet inuitmennesker fra noget tidligere tidspunkt. Mumificeringen er foregået på grund af stedets lave luftfugtighed og lave temperaturer. Denne "frysetørring" har bevaret skinddragterne og meget af det organiske stof i personerne.
På grundlag af vævstypeundersøgelser har man fundet ud af, at der er tale om tre ældre søstre på omkring 50 år med tre døtre på 18-30 år og to børnebørn. Alt tyder på at det er et almindeligt familiegravsted. Personerne var almindelige for deres tid. De voksne kvinder var omkring 150 cm høje, svarende til senere levende inuitter. De var tatoverede i ansigterne, som man kender inuitkvinder fra 1600- og 1700-tallet og i senere tid også fra Canada og Alaska. Det samme gjaldt klædedragten.

## Mumierne
Mumierne fra gravstedet i Qilakitsoq blev nummereret som nedenstående:
I/1 Drengebarn på omkring 6 måneder
Denne bedst bevarede mumie blev oprindeligt taget af de opdagelsesrejsende for en dukke. Det var sandsynligvis den mest velbevarede, fordi kroppen var mindre. Det er sandsynligvis barnet af I/4 og II/7 . Man gætter, at det efter moderens død blev levende begravet eller kvalt, som det var sædvanligt med børn op til 2 år, for at undgå en langsom sultedød.
I/2 Dreng på fire år
Også for denne dreng, sandsynligvis søn af I/3, forekommer det sandsynligt, at han blev levende begravet, af den grund, at han sandsynligvis havde Downs Syndrom, og det var en udbredt skik, at man udsatte handicappede børn på det tidspunkt. For den hyppigt forekommende årsag til dødsfald som kvælning, er der ingen beviser. Drengens død kunne også være de indirekte følger af hans sygdom. Der er tegn på, at denne mumie blev flyttet efter døden.
I/3 Kvinde på 20-30 år
Hun er formodentlig datter af II/6 eller II/8 og ikke som først antaget en søster til I/4. Også denne kvinde er udstillet i museet i Nuuk. Mulige dødsårsager er en nyresten eller forstoppelse.
I/4 Kvinde på over 30 år
Også denne mumie er godt bevaret og kan ses i Nuuk. Det kan være en søster til II/7.
I/5 Kvinde på omkring 50 år
Denne kvinde er efter DNA-analysens resultat ikke maternelt beslægtet med nogle af de andre.
II/6 Kvinde på omkring 50 år
Denne kvinde er formodentlig en søster til II/8. Hendes tatovering er adskiller sig tydeligt fra de andre kvinders tatoveringer.
II/7 Kvinde på omkring 20 år
Denne kvinde kan have været søster til I/4. Hun var som den eneste voksne kvinde ikke tatoveret, hvilket kan have skyldtes, at hun var ugift.  Man fandt næringsstoffer i hendes tarm. Som forventet var andelen af plantenæringsstoffer lav, men overraskende fandt man pollen fra træer, der ikke vokser i området. I lungerne var der mere sod end hos nutidige storbymennesker, hvilket har skyldtes tranlampens anvendelse i husene. Mumien er i sammenligning med hendes velbevarede klædedragt relativt dårligt bevaret. Selvom man har undersøgt hendes organer grundigt, kunne man ikke bestemme dødsårsagen.
II/8 Kvinde på omkring 50 år
Denne mumie er meget dårligt bevaret. Det kan være en søster til II/6. Kvinden havde en ondartet svulst i sit slutstadium, som må have kompromitteret hørelse og syn. Hun havde også et dårligt helet skulderbrud. 
Hendes dårlige sundhedstilstand kan være dødsårsagen. Som ved de andre ældre kvinder manglede flere tænder. Desuden var alle de ældre kvinders tænder tydeligt slidt. Dette skyldtes, at tænderne var et vigtigt redskab i forbindelse med skind og blev brugt ved afhåringen. Sliddet på tænderne var en trussel mod kvindernes liv, da maden ofte var rå og svær at tygge.